# Devolutionsprincipen
Devolutionsprincipen innebär att en hög åklagare övertar ett mål från en lägre åklagare.